# Mông Viêm Các
Viêm Các（giản thể: 炎阁; phồn thể: 炎閣; bính âm: Yán Gé, ?-712） là đệ tam đại chiếu của Mông Xá Chiếu, con trai của La Thịnh. Năm 712, La Thịnh bệnh thệ tại Trường An, Viêm Các lên kế vị song cùng năm cũng tạ thế, kì đệ là Thịnh La Bì kế vị.